# Llibres de Sinera
Llibres de Sinera és una editorial catalana, fundada a Barcelona el 1968, constituïda en societat anònima per Felip Cid, Josep Pla-Narbona, Francesc Casamajor, Joan Ramon Galindo i Josep Maria Caminals.
Les dues primeres publicacions van ser Aproximació tal vegada el·líptica a l'art de Pla-Narbona, de Salvador Espriu, de caràcter promocional de la nova editorial, i la monografia Pla-Narbona. Dibuixos. Dibujos. Drawings, amb textos de Felip Cid, Juan Rof Carballo i Salvador Espriu. La data de la primera edició és març de 1968.